# Karl Brauns
Karl Brauns (* 10. Mai 1885 in Eisenach als Carl Philipp Brauns; † 1955 in Berlin) war ein deutscher Kommunalpolitiker (NSDAP) und Wirtschaftsprüfer. Er war in der NS-Zeit Landrat im Kreis Grimmen und im Kreis Bersenbrück.

## Leben
Er promovierte und schlug eine Verwaltungslaufbahn ein. 1921 wurde er Landrat im Kreis Grimmen in der preußischen Provinz Pommern. Im Dezember 1936 wurde Brauns vertretungsweise mit der Verwaltung des Landratsamtes im Kreis Bersenbrück in der Provinz Hannover beauftragt und im August 1937 als Landrat nach dort versetzt. Am 16. Juni 1937 beantragte er die Aufnahme in die NSDAP und wurde rückwirkend zum 1. Mai desselben Jahres aufgenommen (Mitgliedsnummer 4.873.804). Im August 1942 wechselte er an die Regierung in Arnsberg. Im August 1945 schied er aus dem öffentlichen Dienst aus.
Er war Geschäftsführer der Kleinbahn Ankum-Bersenbrück GmbH und war Mitglied des Verwaltungsrates der Rheinisch-Westfälischen Elektrizitätswerk AG.